# Glyphoglossus volzi
Glyphoglossus volzi é uma espécie de anfíbio da família Microhylidae.
É endémica da Indonésia.
Os seus habitats naturais são: florestas subtropicais ou tropicais húmidas de baixa altitude, marismas de água doce e marismas intermitentes de água doce.
Está ameaçada por perda de habitat.